# Seehund
Der Seehund (Phoca vitulina) ist eine in allen nördlich-gemäßigten Meeren verbreitete Robbe aus der Familie der Hundsrobben.

## Aussehen

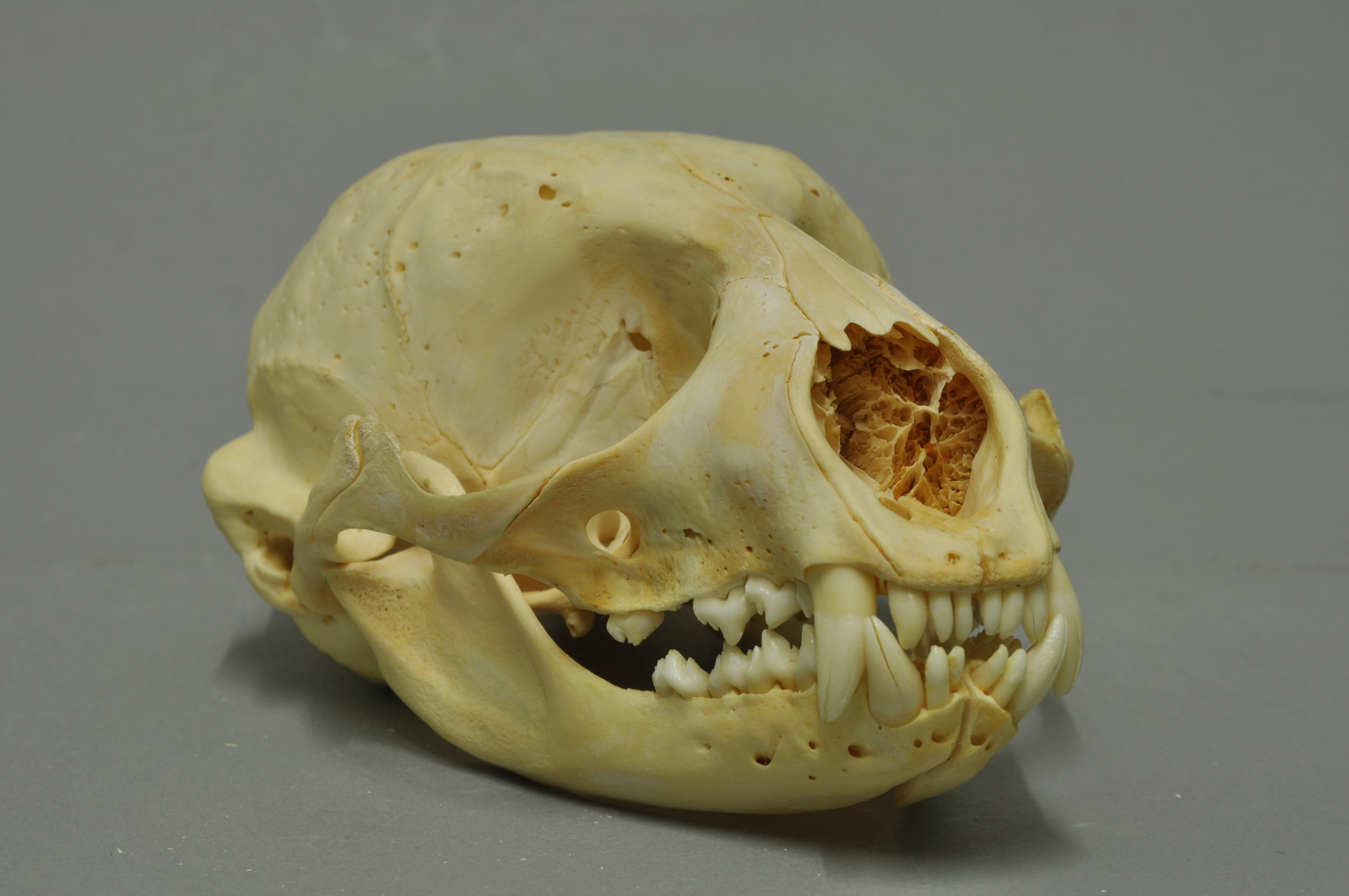
Schädel (Sammlung Museum Wiesbaden)

Seehunde sind im Vergleich zu der anderen an deutschen Küsten verbreiteten Robbe, der Kegelrobbe, kleine und schlanke Robben (Männchen etwa 170 cm, Weibchen 140 cm, Gewicht 150 beziehungsweise 100 kg). Von der Kegelrobbe unterscheiden sie sich auch durch ihren rundlichen Kopf. Die Färbung ist regional sehr variabel; in deutschen Küstengewässern sind Seehunde dunkelgrau gefärbt und haben unregelmäßig über den Körper verteilte schwarze Flecken.

## Verbreitung und Lebensraum

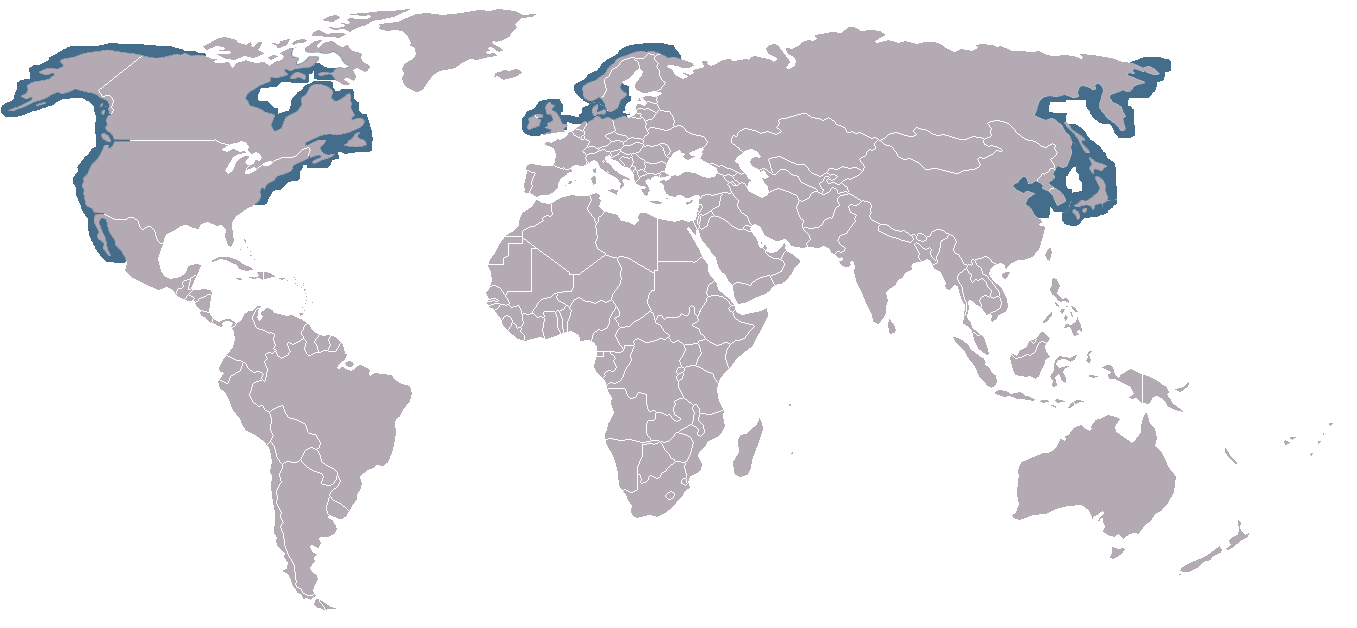
Verbreitungsgebiet

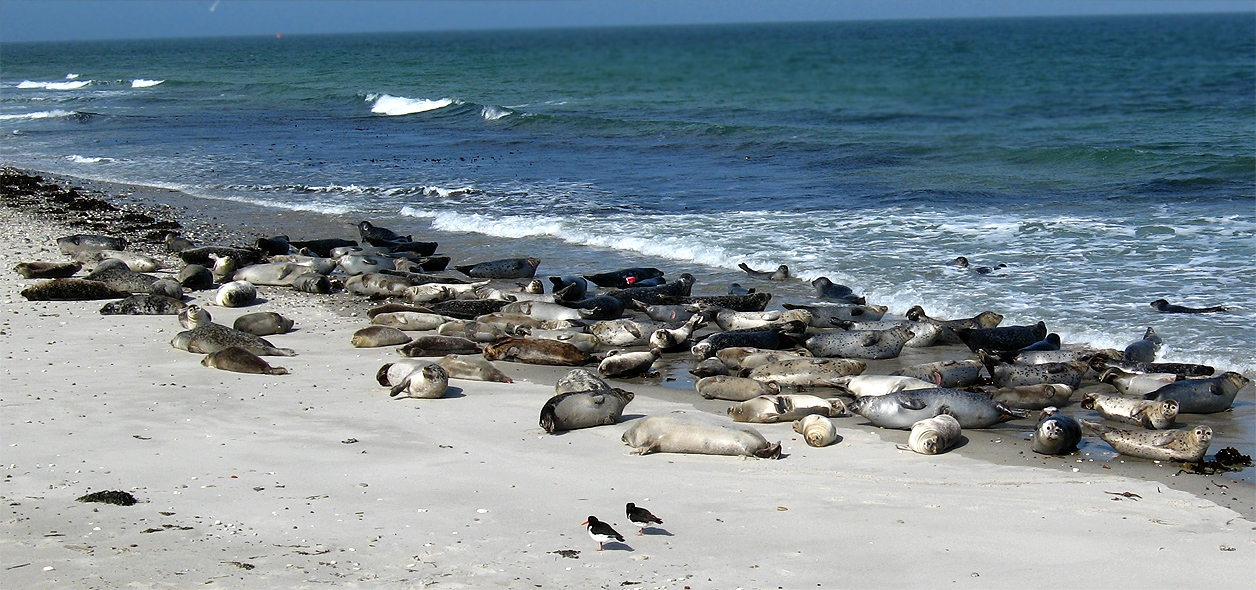
Seehunde auf der Helgoländer Düne

Seehunde im Wappen von Câmara de Lobos

Der Seehund kommt auf der Nordhalbkugel im Atlantik und Pazifik vor. Er bevorzugt Küsten mit trockenfallenden Sandbänken. Man findet ihn aber auch an geschützten Felsküsten.
Die weltweite Gesamtpopulation der Seehunde wird auf 500.000 Individuen geschätzt. Von diesen leben 90.000 an europäischen Küsten.
Während der Seehund an der gesamten Nordseeküste verbreitet ist, ist er in der Ostsee eine extreme Seltenheit; der Bestand in diesem Binnenmeer wird auf 250 Tiere geschätzt, womit Seehunde in der Ostsee noch seltener als Kegel- und Ringelrobben sind. Die Ostsee-Seehunde leben an den Küsten dänischer Inseln und des südlichen Schwedens. Umherwandernde junge Seehunde kommen manchmal auch an deutsche Ostseeküsten. Auch an der französischen Atlantikküste leben Seehunde. In der Somme-Bucht existiert die größte französische Seehund-Kolonie mit bis zu 700 Tieren.

## Lebensweise

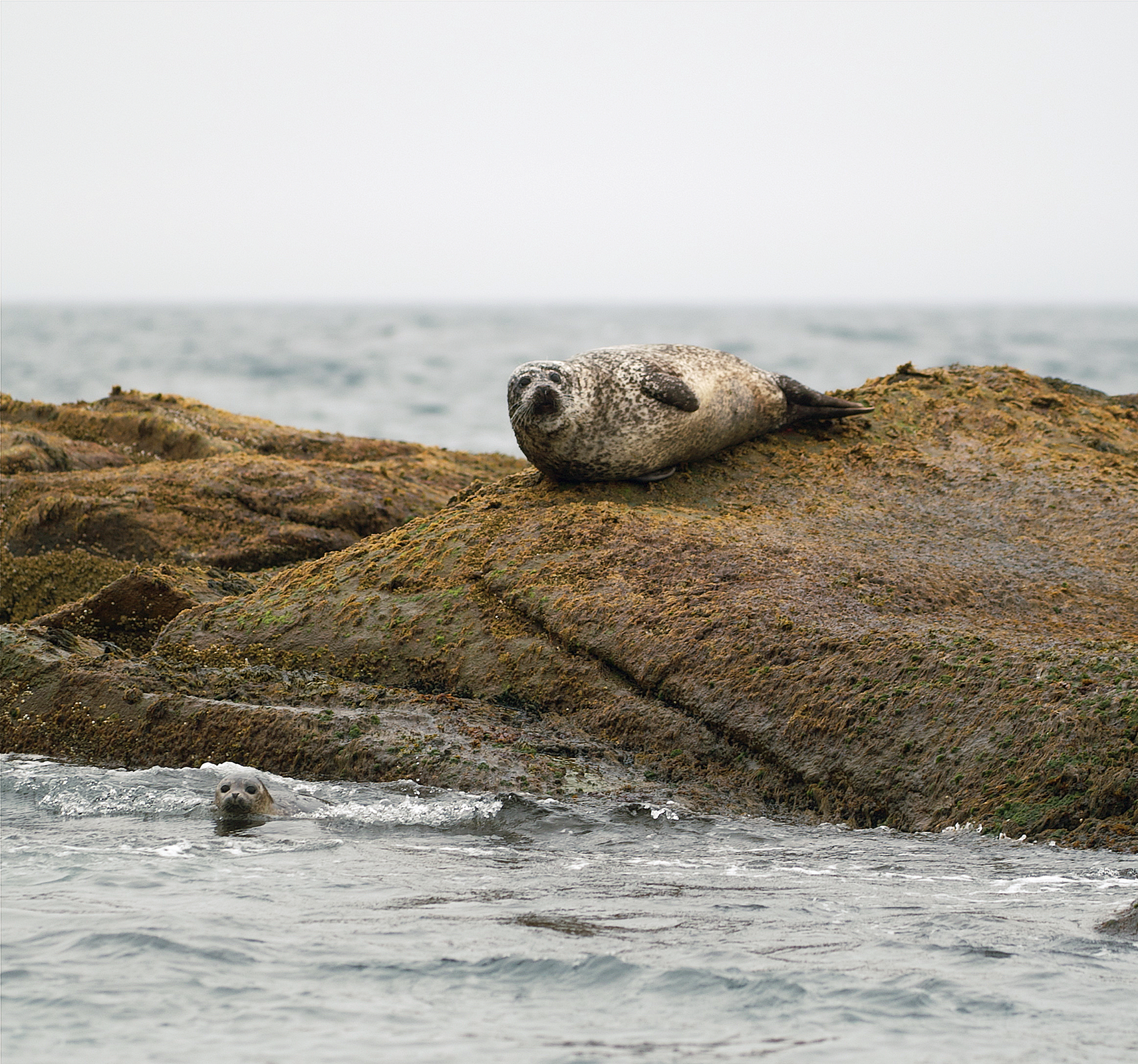
Seehunde vor Norwegen

Seehunde sind sehr gute Schwimmer, die bis zu 200 m tief und 30 Minuten lang tauchen können. Für gewöhnlich dauert ein Tauchgang aber nur drei Minuten. Ausgewachsene Seehunde fressen ausschließlich Fische, und zwar Heringe, Sardinen, Dorsche, Lachse, Stinte und Plattfische. Jüngere Seehunde ernähren sich zu einem Großteil von anderen Meerestieren wie Krebs- und Weichtieren. Im Wasser sind Seehunde einzelgängerisch, auf Sandbänken kommen sie oft zu kleinen Gruppen zusammen. Sie sind jedoch keine sozialen Tiere und reagieren aggressiv auf Berührung durch Artgenossen; vor allem Männchen fügen sich gelegentlich gegenseitig blutige Wunden zu. Auf den Sandbänken findet man sie daher meistens gleichmäßig verteilt, mit eineinhalb Metern Mindestabstand zwischen zwei Tieren.
Von Juli bis Anfang September findet die Begattung im Wasser statt. Mehrere Männchen sammeln sich dabei um ein Weibchen und versuchen, auf ihren Rücken zu gelangen. Das Weibchen wehrt sich zunächst mit Bissen und Fluchtversuchen gegen die Paarung. Letztlich siegt eines der Männchen, indem es das Weibchen mit einem Biss in den Nacken ruhigstellt. Nach etwa drei Minuten ist der Paarungsakt beendet und beide Partner schwimmen ihrer Wege. Ein Seehundmännchen kann sich mit mehreren Weibchen paaren.
Die Tragzeit beträgt 11 Monate, wobei das embryonale Wachstum über die ersten zwei bis zweieinhalb Monate ausgesetzt wird. Die Wurfzeit liegt dadurch im folgenden Jahr erneut in den Monaten Juni und Juli. Es wird in der Regel nur ein Jungtier geboren, das bei der Geburt rund 8–12 kg schwer, 80–90 cm lang und voll schwimmfähig ist. Es wird ungefähr drei bis sechs Wochen gesäugt und dann allein gelassen.
Freilebende Seehunde werden ca. 30 bis 35 Jahre alt, dabei haben Weibchen in der Regel eine höhere Lebenserwartung als Männchen, die sich bei Kämpfen mit Geschlechtsgenossen verausgaben und selten ein höheres Alter als 25 Jahre erreichen. Der älteste in einem Zoo gehaltene Seehund starb im Alter von 53 Jahren.

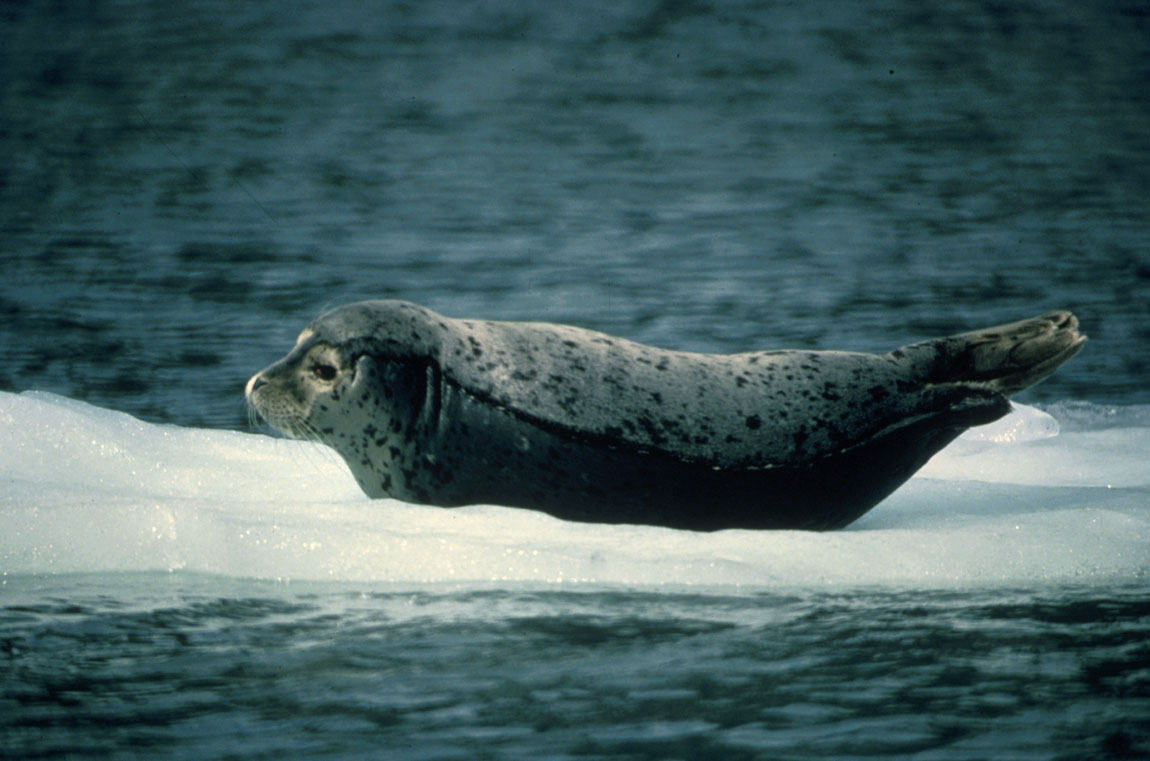
Bananenstellung des Seehundes – Zeichen von Entspannung

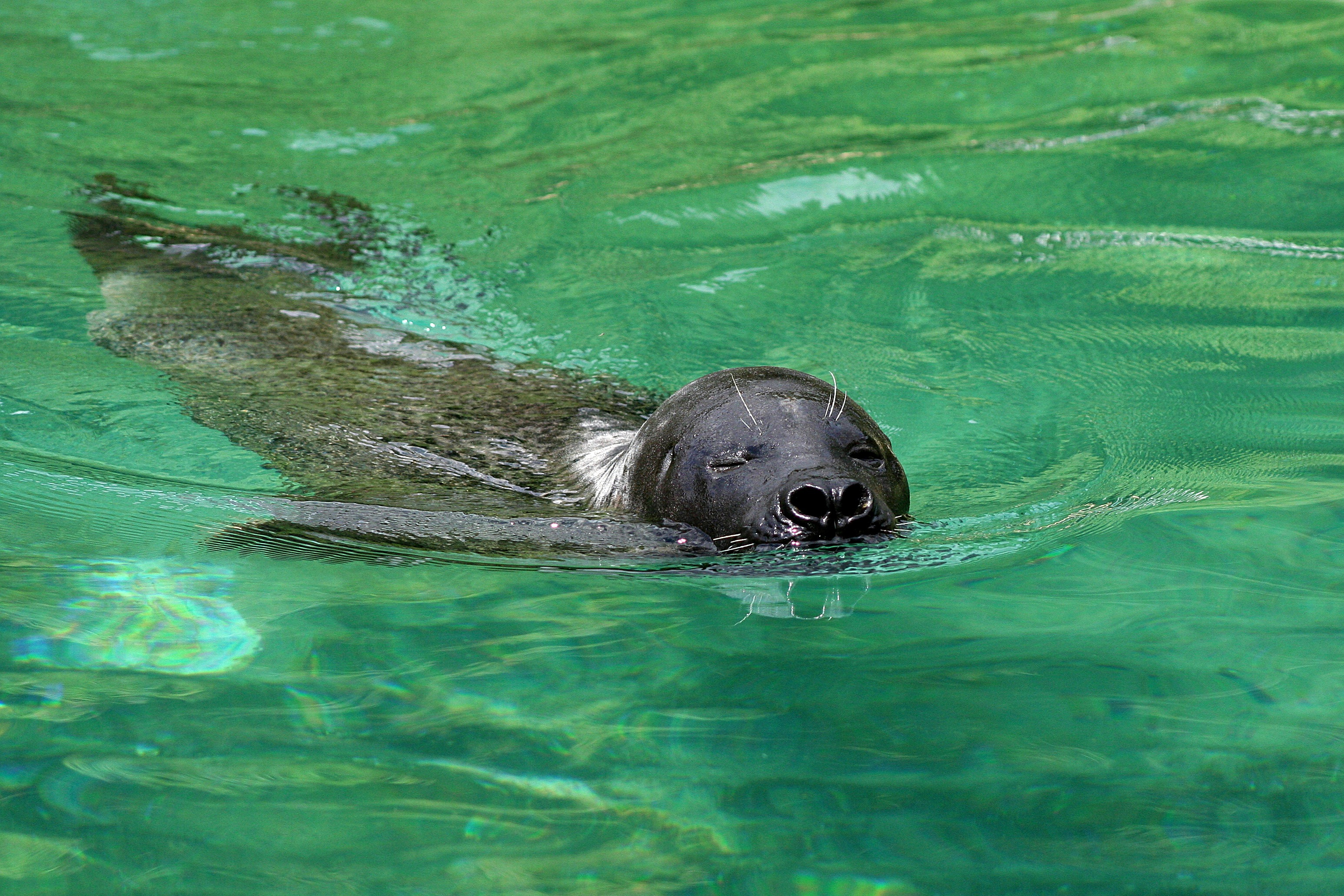
Schwimmender Seehund

Nicht jeder Seehund am Strand ist ein „Heuler“. Einzelne Robben liegen immer wieder an den Stränden und ruhen. Typisches Anzeichen von Entspannung ist die „Bananenstellung“. Der Kopf und das Hinterteil befinden sich dann in der Luft und die markante Bananenkurve ist zu erkennen.

## Parasiten
Der Seehund ist einer der Wirte für die Seehundlaus Echinophthirius horridus.

## Unterarten

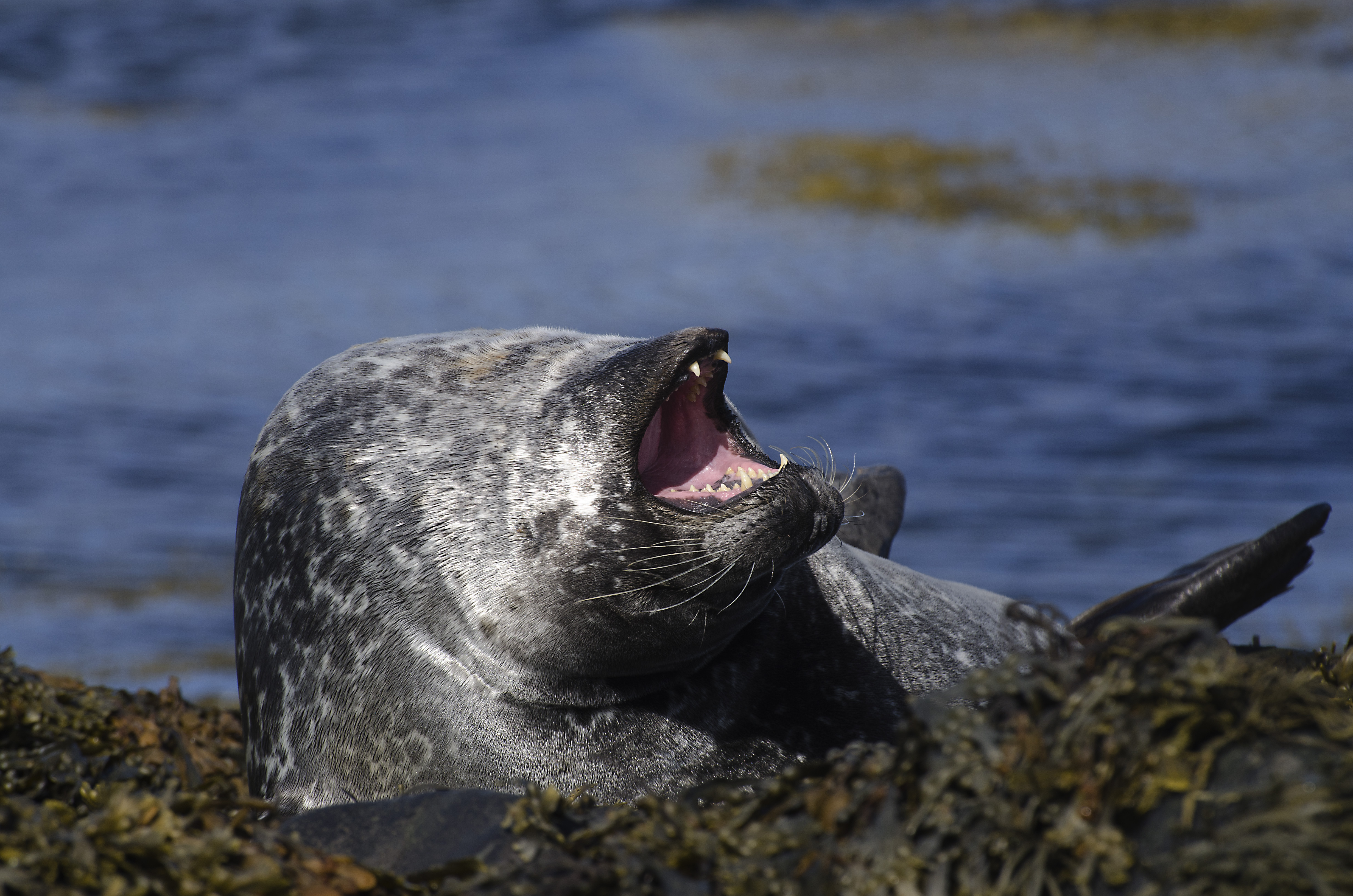
Gebiss

Es werden geografisch fünf Unterarten unterschieden:
| Bild | Unterart                                                                       | Trivialname              | Verbreitung                                                                |
| ---- | ------------------------------------------------------------------------------ | ------------------------ | -------------------------------------------------------------------------- |
|      | P. v. vitulina (L., 1758)                                                      | Europäischer Seehund     | Europa und westliches Asien                                                |
|      | P. v. concolor (DeKay, 1842) (Status als Unterart umstritten)                  | Westatlantischer Seehund | Ostküste Nordamerikas vom Arktischen Ozean bis Maine                       |
|      | P. v. mellonae (Doutt, 1942)                                                   | Ungava-Seehund           | Seen im nördlichen Québec, Kanada (einziger im Süßwasser lebender Seehund) |
|      | P. v. richardsi (Gray, 1864)                                                   | Pazifischer Seehund      | Westküste Nordamerikas von Alaska bis Baja California                      |
|      | Phoca vitulina stejnegeri (J. A. Allen, 1902) (Status als Unterart umstritten) | Kurilenseehund           | Küsten Hokkaidōs, der Kurilen und Kamtschatkas                             |

Die Largha-Robbe wurde früher als Unterart des Seehundes, heute aber als selbständige Art eingestuft.

## Mensch und Seehund

### Etymologie
Die Bezeichnung „Seehund“ hat ursprünglich weder etwas mit der See noch mit Hunden zu tun, sondern ist eine volksetymologische Umdeutung eines germanischen Wortes (gemeingermanisch *selha, ahd. sēlah(o), mhd. seleh, sel) das schlicht „Robbe“ bedeutet und sich im englischen seal und dem schwedischen säl erhalten hat. Noch im Frühneuhochdeutschen finden sich gelegentlich Formen mit l wie Seel und Seelhund. Die weitere Herleitung ist ungewiss, wahrscheinlich geht das Wort auf die indogermanische Wurzel *selk- „ziehen, schleppen“ zurück; möglicherweise handelt es sich aber auch um eine Entlehnung aus einer ostseefinnischen Sprache (vgl. finnisch hylje). Alternativ wurde der Seehund auch Meerkalb genannt.

### Seehundjagd in Vorzeit und Mittelalter
Von Bewohnern der Küsten wird der Seehund zum Nahrungserwerb und zum Fell- und Ölgewinn seit Jahrtausenden gejagt. Entlang des Unterrheins hat man zehn Steinplatten entdeckt, auf denen eiszeitliche Siedler die Umrisse von Robben eingraviert haben – wobei nicht immer deutlich ist, ob die dargestellten Tiere Seehunde oder die einstmals ebenso häufigen Kegelrobben sein sollen. Auch andere Robbenarten, die heute auf die Arktis beschränkt sind, lebten während der letzten Eiszeit an europäischen Küsten. Seehunde schwammen wohl immer wieder die Flüsse aufwärts und gelangten so selbst in die Netze von Binnenfischern. Auch heute noch schwimmen Seehunde gelegentlich Rhein, Weser und Elbe aufwärts, kommen aber nicht mehr so weit wie einst.
An dänischen Küsten fand man auf 7.500 v. Chr. Jahre datierte Holzkeulen, die unter einer Torfschicht konserviert waren. Da man mit ähnlichen Keulen bis ins 19. Jahrhundert an den Nordseeküsten Robben schlug, geht man davon aus, dass schon die Jäger der Jungsteinzeit dieser Betätigung nachgingen. Des Weiteren hat man in Robbenknochen Pfeilspitzen gefunden. Allerdings stammen aus dieser Zeit nur wenige Überreste von Seehunden. Damals bewohnten Kegelrobben, Ringelrobben und Sattelrobben in großer Zahl Nord- und Ostsee, und erst um die Zeitenwende wurde der Seehund hier häufig. Aus dem 1. Jahrhundert findet man entlang der Wesermündung Seehundknochen, die in den Abfallgruben der Warftbewohner zusammen mit Haustierknochen lagerten. Ähnliche Funde stammen aus dem frühen Mittelalter von der Insel Föhr. In den folgenden Jahrhunderten wurde die Seehundjagd zunehmend unüblich. Nach dem 11. Jahrhundert sind Seehundknochenfunde bei menschlichen Siedlungen die Ausnahme.

### Ausrottungskampagnen des 19. und 20. Jahrhunderts
Erst seit dem späten 19. Jahrhundert wurde auf Seehunde wieder aus anderem Grund Jagd gemacht: Der Beginn des industriellen Fischfangs und die sich abzeichnende Überfischung der Meere verleitete Fischer zu der Überzeugung, dass der Seehund als Nahrungskonkurrent die Fischbestände plündere. Die Ausrottung des Seehundes wurde als erstrebenswertes Ziel gesehen. So beklagten sich 1902 die Fischer von Rügen in einer gemeinsamen Petition an den Regierungsbezirk Stralsund, dass sie ohne eine „Vertilgung der Seehunde“ ihrem „Ruin unzweifelhaft entgegen gingen“. Pro erlegtem Seehund wurden in Vorpommern 5 Mark gezahlt, und bald zogen andere Ostseestaaten nach und zahlten ebenfalls Prämien. Dabei wurden die Tiere geschossen, erschlagen und mit Netzen und Reusen gefangen; auch das Auslegen vergifteter Fischköder wurde in manchen Regionen als Methode angewandt. Zwischen 1886 und 1927 wurden in der Ostsee 353.329 Robben getötet und damit der Seehund wie auch die Kegelrobbe an den Rand der vollständigen Ausrottung gebracht.
Auch in der Nordsee wurde Seehunden von Prämienjägern nachgestellt. Die größere Weitläufigkeit der Nordsee machte eine so effektive Ausrottung wie in der Ostsee allerdings schwerer – vor allem, da der Bestand aus dem Atlantik ergänzt wurde. Doch ab den 1930ern zeichnete sich ab, dass Seehunde seltener wurden. 1953 wurde im Bundesjagdgesetz die ungeregelte Jagd beendet. Von da an musste ein Interessierter bei der Jagdbehörde seines Landkreises einen Erlaubnisschein beantragen, mit dem er das Recht auf die Seehundjagd bekam. Für etwa 250 Mark konnte man sich von einem Führer zu einem Seehund bringen lassen und diesen erlegen. Die Populationen brachen in den 1960ern zusammen, und der Seehund wurde eine Seltenheit. Die Niederlande verboten die Jagd 1962, 1971 folgten Niedersachsen, 1973 Schleswig-Holstein und 1977 Dänemark. Da es heute nur noch selten zur Wilderei kommt, sterben kaum noch Seehunde in der Nordsee durch Abschuss. Seit Einstellung der Jagd haben sich die Bestände von einem bedrohlichen Tief wieder erholt. So gibt es im Nationalpark Schleswig-Holsteinisches Wattenmeer geschätzte 7000 Seehunde.

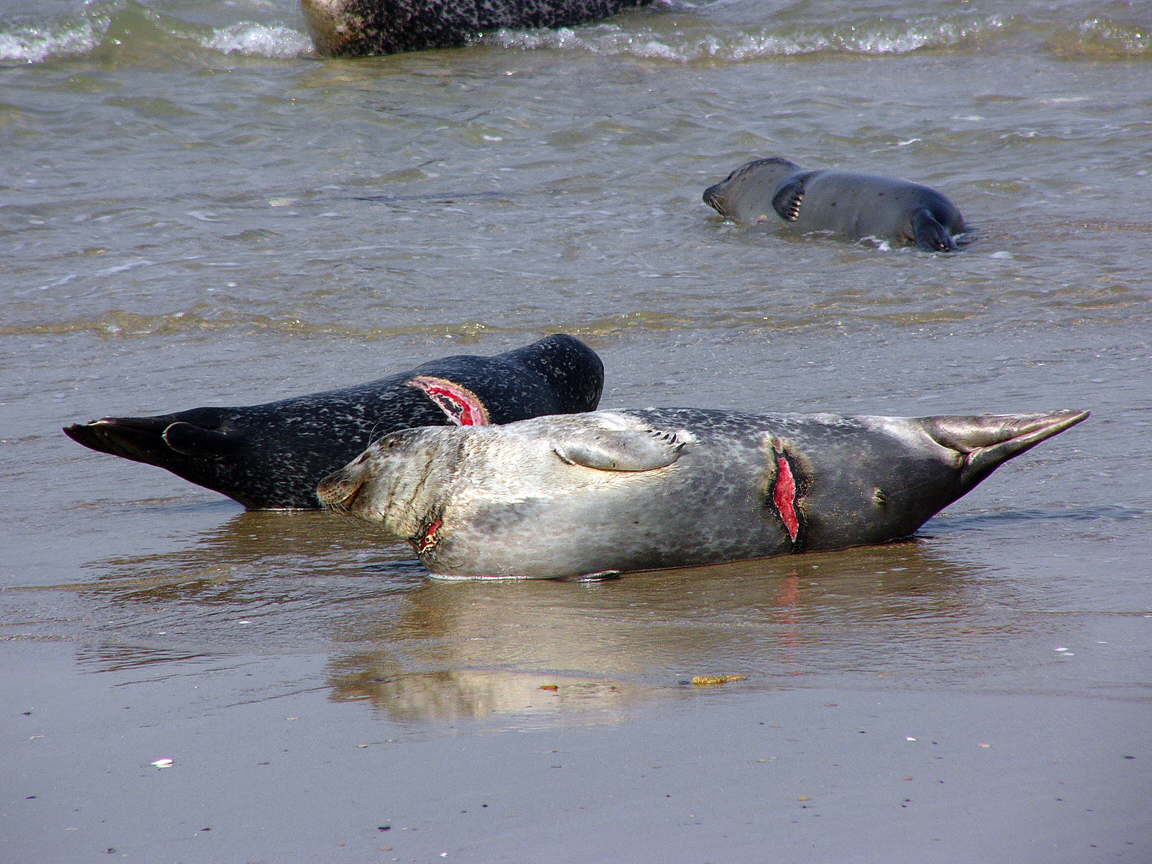
Verletzte Tiere

### Probleme durch Fischerei und Umweltverschmutzung
Die allgemeine Beeinträchtigung durch die zunehmende Verschmutzung der Ozeane sowie die Gefahr von Verletzungen durch schwimmende Abfälle, sind für viele Meeresbewohner lebensgefährlich. Seehunde verfangen sich unter anderem in Fischernetzen, Geisternetzen, Angelschnüren aus Nylon und sonstigen Plastikabfällen (siehe: Umweltverschmutzung durch Plastik), und Angelhaken und -leinen aus der professionellen Hai- und Thunfischfischerei. Bei Seehunden, die sich nicht aus Umreifungen und anderen im Meer treibenden Abfällen befreien können, können diese in die Haut oder die Flossen der Tiere einwachsen. Sowohl Jungtiere als auch ausgewachsene Seehunde können daran verenden.
Nach Angaben der Deutschen Stiftung Meeresschutz verenden Seehunde, die als Beifang gefangen wurden, oder in Stellnetze geraten, ebenfalls häufig, wobei sie entweder ertranken oder an ihren Verletzungen verstarben. Dabei wird nur ein Bruchteil der Todesopfer, die als Kollateralschaden der Fischerei auftreten angespült und entsprechend eingeordnet. Schätzungen zufolge sterben jedes Jahr im Frühling, allein in der südlichen Nordsee und im östlichen Ärmelkanal, Hunderte von Jungtieren. An den niederländischen Küsten werden (seit Beginn der Erfassung) immer mehr beeinträchtigte oder verendete Seehunde und Kegelrobben gefunden, von denen sich über 80 Prozent der aufgefundenen Tiere in Fischereigeräten verfangen hatten. Lebensgefährlich waren dabei insbesondere Nylonschnüre, die sich um den Hals und Kopf gewickelt hatten, sowie Beeinträchtigungen der Schwimmfähigkeit durch umwickelte Flossen oder ein eingeschränktes Blickfeld, aber auch innere Verletzungen durch verschluckte Angelhaken.

### Umweltgifte
Auch nach dem Ende der Seehundjagd starb immer noch eine große Zahl von Seehunden durch nicht natürliche Ursachen. Umweltgifte wie PCB gelangten bis in die 1980er in Nord- und Ostsee. Sie schwächten die Seehunde und machten sie unfruchtbar; in der Ostsee, wo die Belastung besonders problematisch war, zeigten untersuchte Robben Gebärmutterverschlüsse, Tumoren, Nierenschäden, Darmgeschwüre und Hautveränderungen. Aufgrund eines geschwächten Immunsystems waren die Mundhöhlen mit Pilzen übersät.

### Die PDV-Seuche
Wie empfindlich der Bestand immer noch ist, zeigte eine Seuche im Jahr 1988, bei der es sich um eine Abart der Hundestaupe handelte, das PD-Virus (phocine distemper virus). 18.000 Seehunde, zwei Drittel der gesamten Population, starben daran. Das Ausmaß der Seuche war vermutlich der allgemeinen Immunschwäche der Nordsee-Seehunde geschuldet. In von Schadstoffeinleitungen weniger betroffenen Regionen wie den norwegischen und isländischen Küsten hat die Seuche so gut wie keine Opfer unter den Seehunden gefordert. Eine Wiederholung der Seuche mit allerdings weniger katastrophalen Ausmaßen geschah 2002, auch 2007 wurden in Dänemark und Schweden Tiere aufgefunden, die mit einer ähnlichen Seuche infiziert waren.
Die Herkunft des PDV war zunächst unklar. Für Aufsehen sorgte 1988 die Entdeckung, dass auch Nerze mit PDV infiziert waren. Die Theorie wurde geäußert, aus Farmen entlaufene Nerze hätten die Seehunde infiziert. Allerdings ist der Infektionsweg wahrscheinlich umgekehrt verlaufen. In den 1990ern fand man dann heraus, dass Sattelrobben das PD-Virus in sich tragen, aber nicht daran erkranken. Da sich im harten Winter 1987 einzelne Sattelrobben in die Nordsee verirrt hatten, mag dies der Weg gewesen sein, auf dem die Seuche ins Wattenmeer gelangte. Aus Fischerkreisen wurde geäußert, durch die Seuche werde die Population auf ein natürliches Maß  verringert.

### Heuler-Aufzucht
Jungtiere, die ihre Mutter endgültig verloren haben und seit Tagen nicht mehr gesäugt worden sind, werden aufgrund ihrer Lautäußerungen Heuler genannt. Seit den 1970ern wurden feste Seehund-Aufzuchtstationen entlang der Nordseeküste errichtet.

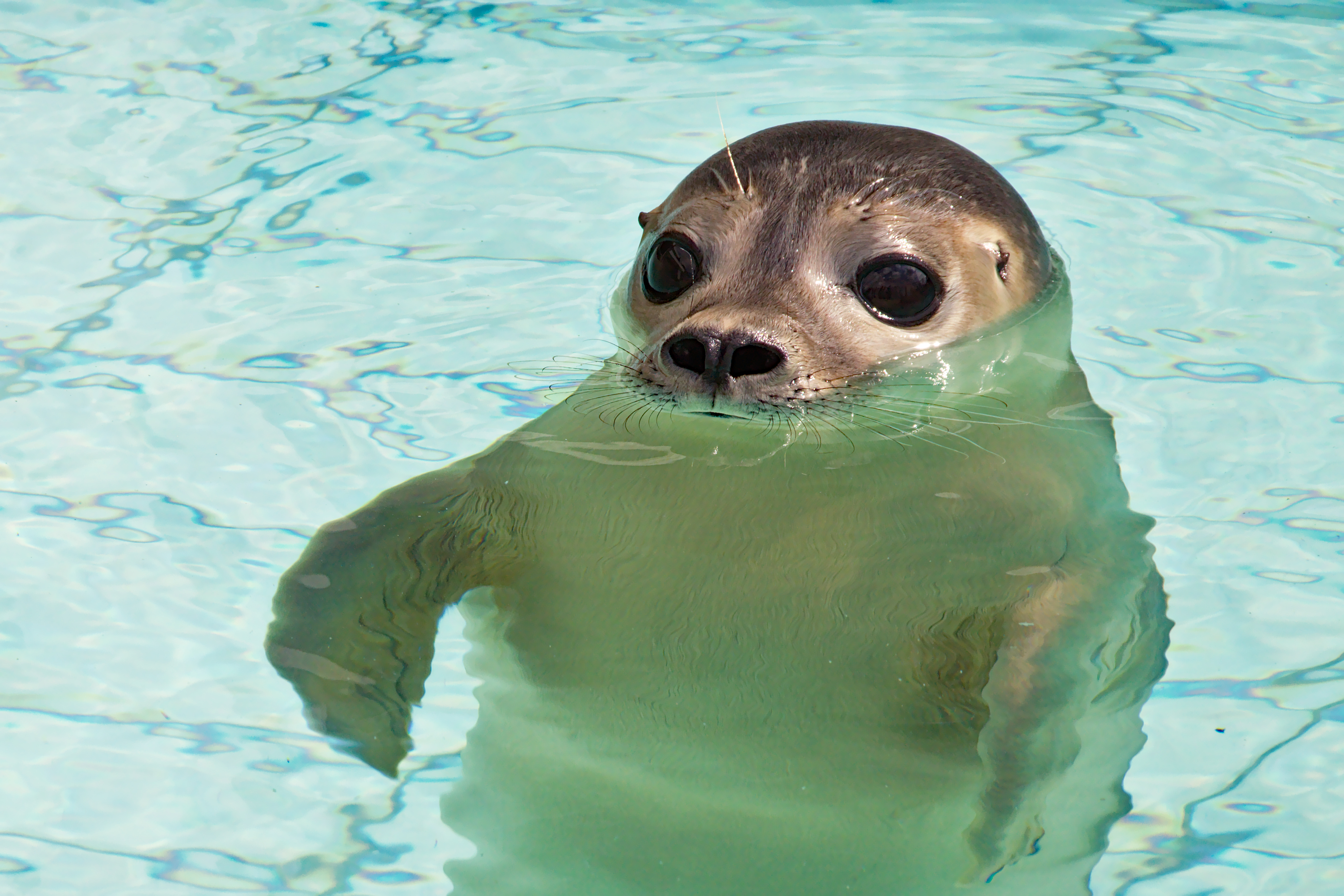
Junger Seehund in der Aufzuchtstation Pieterburen, Niederlande

Heuler sind ein natürliches Phänomen. Sie haben ihr Muttertier durch Verstoßen, Tod, Stürme oder Störung durch Menschen verloren, oder die Mutter hat ein krankes oder verletztes Jungtier verlassen. Der Sinn der Seehund-Aufzuchtstationen ist kontrovers diskutiert worden.
Die Kritik hat dazu geführt, dass Dänemark bereits seit 1985 keine Heuler mehr auswildert und seit 1993 alle gefundenen Heuler getötet werden. An deutschen Nordseeküsten gab es auch ein Umdenken. Die Station in Friedrichskoog nimmt keine kranken oder verletzten Heuler mehr auf. Viele Seehundbänke liegen heute in den Kernzonen der Nationalparks, so dass Touristen keine Heuler mehr aufgreifen können. Die nach Friedrichskoog verbrachten Seehunde werden bis auf Einzelfälle wieder ausgewildert.

### Gefährdungssituation und Schutzmaßnahmen

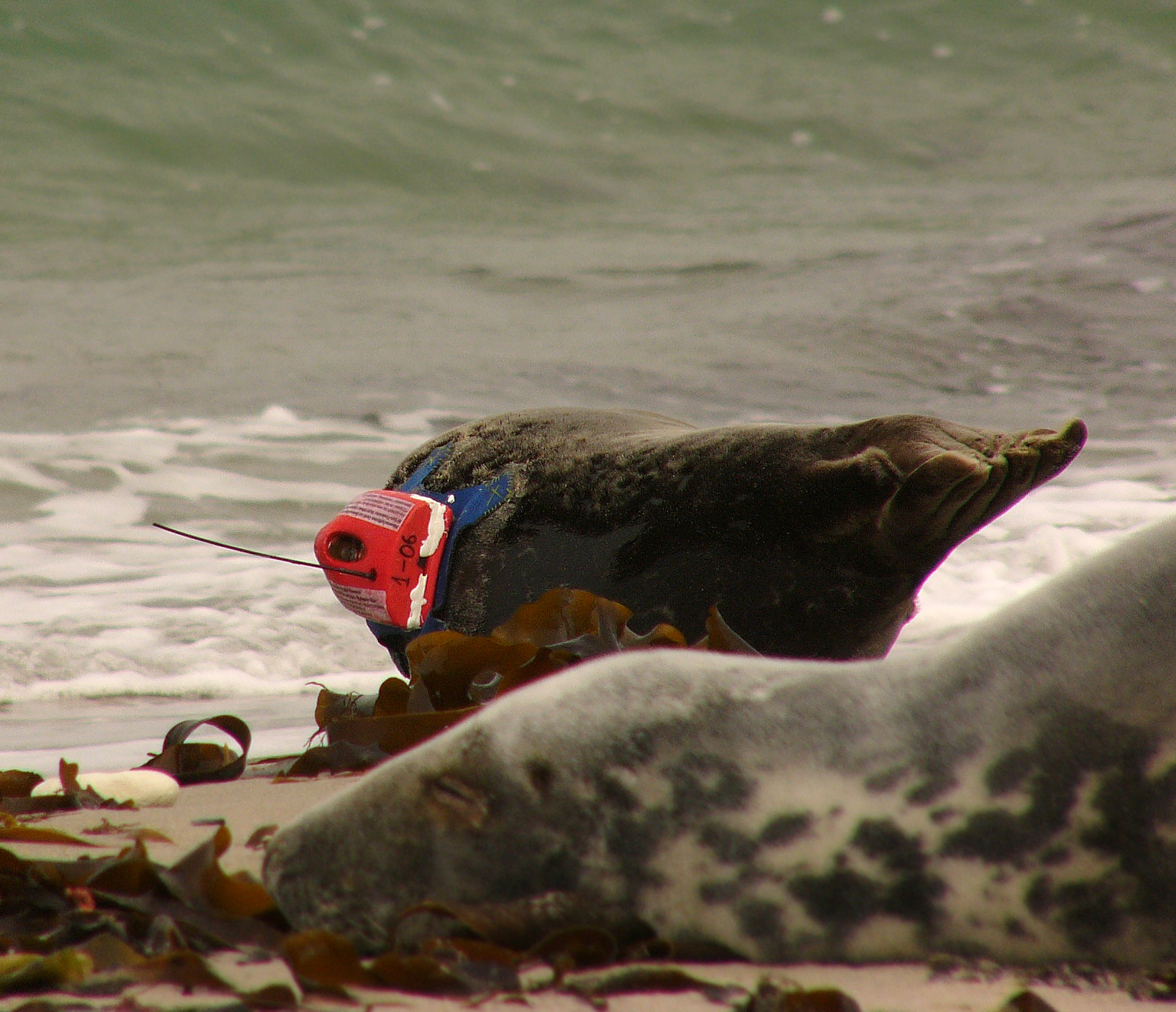
Mit einem Sender versehener Seehund

Der weltweite Bestand des Seehundes wird von der Weltnaturschutzunion IUCN in der Roten Liste gefährdeter Arten als Least Concern (nicht gefährdet) geführt. Die Bundesrepublik Deutschland stellt diese Robbenart in der nationalen Roten Liste in die Kategorie 3 („gefährdet“). In weiteren fünf Ländern der Bundesrepublik Deutschland ist diese Tierart mit teils unterschiedlichen Gefährdungskategorien auf die Rote Liste des jeweiligen Landes gesetzt worden.
Der Seehund wird durch Listung in Appendix III der Berner Konvention des Europarats vom 19. November 1979 unter Schutz gestellt, wodurch nur ausnahmsweise die Nutzung zugelassen und geregelt wird.
Diese Haltung übernimmt auch die Europäische Union. Sie führt diese Art wie alle Arten der Familie der Hundsrobben in der Fauna-Flora-Habitat-Richtlinie Nr. 92/43/EWG, Anhang V als streng zu schützendes Wildtier mit der Möglichkeit der Nutzung; darüber hinaus wird sie auch in Anhang II gelistet, wodurch zwingend die Einrichtung von Schutzgebieten vorgeschrieben ist.
1991 trat das von Dänemark, Deutschland und den Niederlanden unterzeichnete Abkommen zur Erhaltung der Seehunde im Wattenmeer in Kraft.
In Deutschland ist es verboten, Seehunde aus der Natur zu entnehmen. Der Verstoß ist eine Ordnungswidrigkeit und kann nach dem BNatSchG (§ 69 Abs. 3 Nr. 10 i. V. m. § 39 Abs. 2 Satz 1 und Anhang V der Richtlinie 92/43/EWG) mit Geldbuße bis zu 10.000,- Euro geahndet werden (§ 69 Abs. 6 BNatSchG). Ebenso ist es verboten, sie in Besitz zu nehmen, sie zu be- oder verarbeiten oder sonst zu verwenden, abzugeben, anzubieten, zu veräußern oder sonst in den Verkehr zu bringen, sowie für die genannte Zwecke zu befördern (§§ 2 Abs. 1 i. V. m. Ziff. 1 der Anlage 1 der BWildSchVO). Der Verstoß gegen diese Verbote ist Ordnungswidrigkeit und kann mit Geldbuße bis zu 5000,- Euro geahndet werden (§ 39 Abs. 2 Nr. 5 BJagdG i. V. m. § 6 Abs. 1 Nr. 1 BWildSchVO).
Der Seehund wurde von der Schutzgemeinschaft Deutsches Wild zum „Wildtier des Jahres 2006“ ausgerufen.